# Super Sport

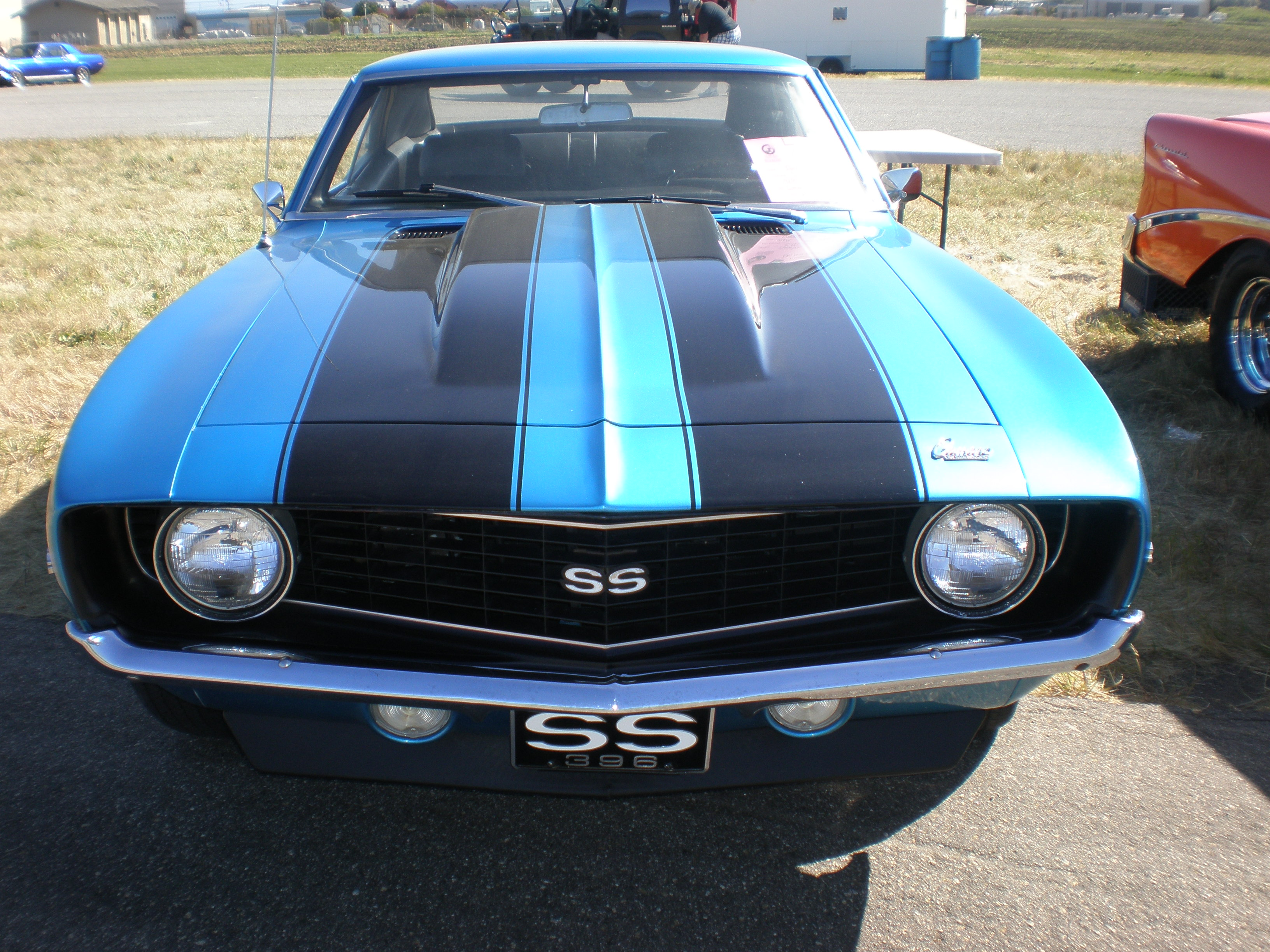
Chevrolet Camaro SS 1969. Ao invés da "gravata" da Chevrolet, a grade apresenta as duas letras "S" características dos modelos esportivos da marca.

Super Sport ou SS é o pacote de desempenho oferecido pela Chevrolet em um número limitado de veículos. Todos os modelos SS possuem um distintivo "SS" em algum lugar do seu exterior para diferencia-lo das outras versões. O primeiro pacote SS foi fabricado para o Impala de 1961. Alguns dos modelos que ostentam o emblema SS incluem o Camaro, Chevelle, El Camino, Monte Carlo, e Nova. Atualmente, os carros SS são produzidos pela GM Performance Division. Existem controvérsias sobre o significado da sigla nos primeiros modelos de Opala vendidos no Brasil, pois alguns acham, erroneamente, que SS significaria "Separated Seats" ao invés de Super Sport, pois no Brasil nunca foi citado pela Chevrolet em suas propagandas como "Super Sport".

## História
Em 1961, o "kit" SS era adicionado em qualquer Impala por apenas US$55,80. O pacote incluía diversas modificações. A Chevrolet construiu 491,000 Impalas naquele ano, sendo que 453 deles receberam o pacote SS.
Os carros SS normalmente possuem pneus de alta performance, suspensão diferente, aumento de potência, juntamente com outros acessórios de performance e aparência.

## Modelos SS

### Modelos SS atuais
- Chevrolet Camaro - 6.2 LS3 V8 (EUA)

### Modelos SS antigos

#### Carros

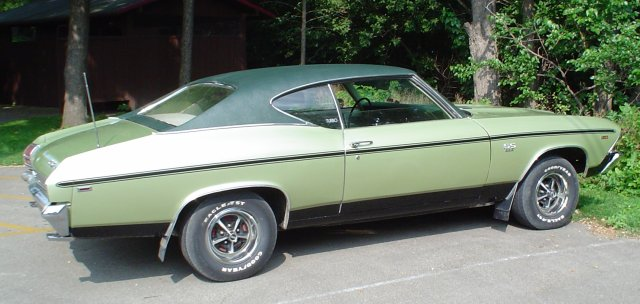
Chevrolet Chevelle SS396 1969.

- Chevrolet Cobalt — 2.0 Supercompressor Ecotec LSJ S4 2005-2007
- Chevrolet Cobalt — 2.4 Ecotec LE5 S4
- Chevrolet Cobalt — 2.0 turbo Ecotec LNF S4 (EUA)
- Chevrolet HHR - 2.0 turbo Ecotec LNF S4 (EUA)
- Chevrolet Impala 1961-1969, 1994–1996, 2004–2009
- Chevrolet Malibu/Malibu Maxx 2006-2007
- Chevrolet Caprice — 6.0 L98 V8  (Oriente Médio)
- Chevrolet Lumina — 6.0 L98 V8  (Oriente Médio)
- Chevrolet Chevelle 1964-1973
- Chevrolet Camaro 1967-2002, 2010-
- Chevrolet El Camino 1968-1987
- Chevrolet Nova 1963-1976 (Depois conhecido como Chevy II)
- Chevrolet Monte Carlo  1970-1971, 1983–1988, 2000–2007
- Chevrolet Opala 4.1 250-S S6 1971-1980 - Brasil
- Chevrolet Opala 2.5 151-S I4 1971-1980 - Brasil
- Chevrolet Astra (América do Sul)
- Chevrolet Corsa (Brasil)
- Chevrolet Meriva (Brasil)
- Acadian - Canadá

#### Utilitários
- Chevrolet 454 SS 1990-1993
- Chevrolet S10 SS 1994-1998
- Chevrolet SSR — 6.0 LS2 V8
- Chevrolet Silverado SS
- Chevrolet Silverado Intimidator SS
- Chevrolet TrailBlazer — 6.0 LS2 V8 2006-2009

## Carro conceito

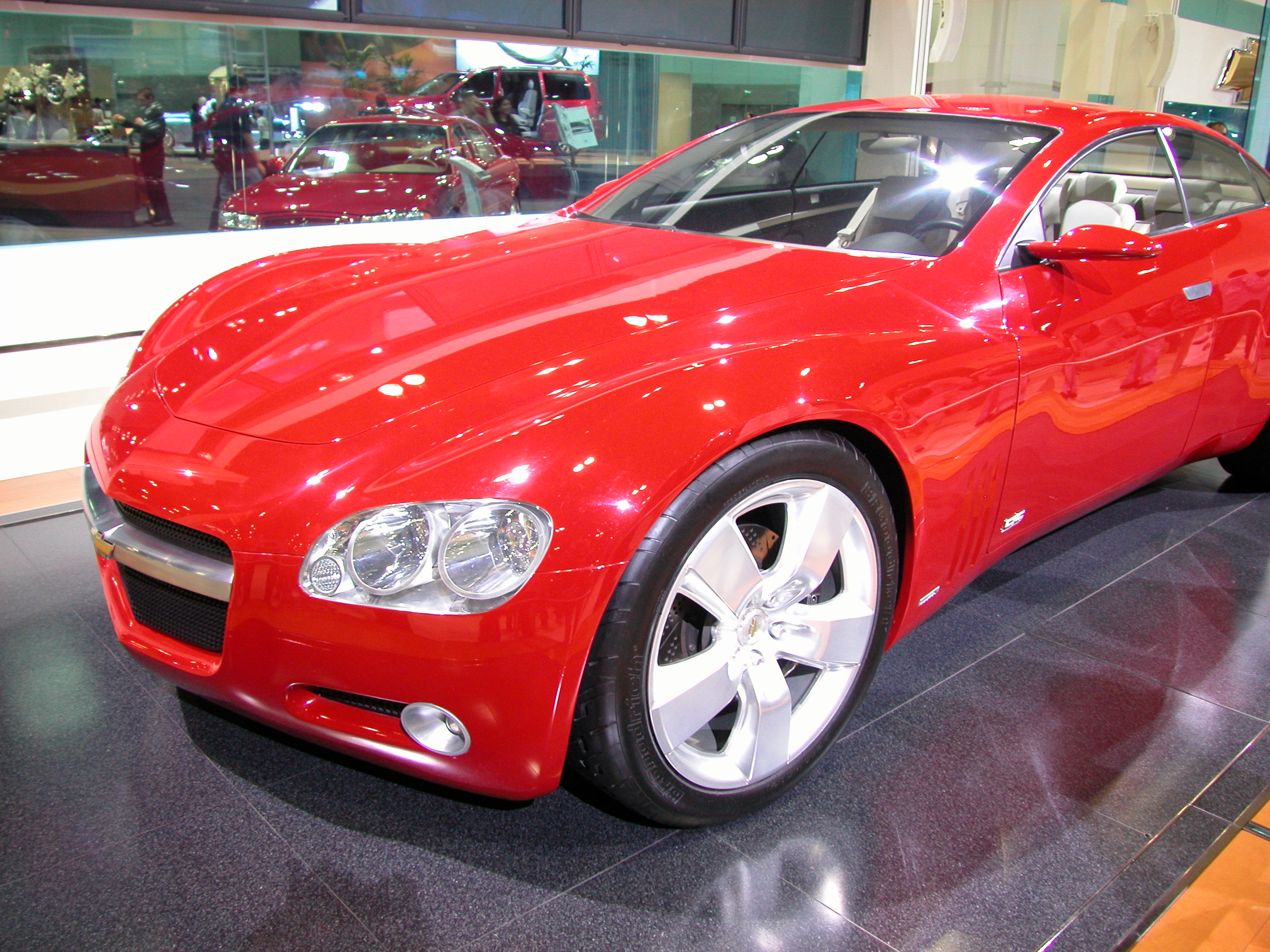
Chevrolet SS no Los Angeles Auto Show.

Em 2003, a Chevrolet lançou um carro conceito chamado SS com motor V8. O carro nunca foi vendido no mercado.